# Lars O. Ericsson
Lars O. Ericsson född 1944, är docent i praktisk filosofi, konstkritiker, kurator och konstskribent.
Ericsson disputerade 1975 vid Stockholms universitet. Hans författarskap hade under perioden 1970–1980 en inriktning på socialfilosofi, för att därefter vara inriktat på främst konst, estetik, konstteori och konstkritik.
1987–2004 var Ericsson konstkritiker och kulturskribent i Dagens Nyheter och 1989–1994 regelbunden medarbetare i amerikanska Artforum. Han fick lämna Dagens Nyheter efter en konflikt med tidningens kulturchef Maria Schottenius som hade sin upprinnelse i Ericssons offentliga kritik mot olika turer kring Tensta konsthall. Ericsson gav 2005 ut en bok om det som inträffat med titeln Mordet på Tensta konsthall.
Från 2009 har han varit verksam som konstskribent i Svenska Dagbladet, och är även verksam i Artlover magazine.
Lars O. Ericsson var kurator för utställningarna Shifte - Det postmoderna genombrottet i Sverige (2001) och  Tourist Class på Malmö konstmuseum (2005) och Magritte-Foucault. Om orden och tingen på Moderna museet (2011). 
År 2013 publicerade han boken Tanke och temperament, 2014 publicerade han boken Paris är hjärtat och navet och 2018 Fråga Lars O om konst (Artlover Books)